# لالجيرينو
سمير جغلال (مولود بـمرسيليا يوم 2 مايو 1981) والمعروف أكثر باسم لالجيرينو (وتعني الجزائري) هو مغني راب جزائري-فرنسي تنحدر أصوله من ولاية خنشلة، بمنطقة الأوراس بالجزائر.

## سيرته
نشأ لالجيرينو في فيليكس بيات، وهو حي صعب في مرسيليا. دخل لالجيرينو إلى عالم الراب في سن مبكرة جدا بالاستماع إلى «سوبريم نتم» و«إيام» في المناطق الشمالية من مرسيليا. بدأ الراب في سن الحادية عشرة وسرعان ما بدأ الإفراج عن أشرطة منزلية والظهور في الحفلات المحلية. وقد جعل لنفسه إسما رسميا عندما ظهر على ألبوم بلوك بارتي لمجموعة بسي 4 دي لا ريم، ثم على ألبوم أخناتون الأسود. ثم ظهر في وقت لاحق في جولة مع إيام.
أصدر ألبومه الأول بعنوان «الأخيرون سيكونون الأوائل» في عام 2005 مع شركة التسجيلات 361 ريكوردز. بعد النجاح النسبي لألبومه الأول، أصدر عام 2007 ألبوم «عقلية القراصنة» والتي اكتسبت الشهرة، من خلال مسارات مثل «الرغبة في الفوز»، «زهرة ذابلة»، «جوني حما» والأغنية العاطفية «بين نارين».
في 29 مارس 2010، أصدر ألبومه الثالث «تأثير المرآة». وحققت الأغنية «أقسم برأس أمي» نجاحا كبيرا للفنان.
بالإضافة إلى مجموعة من الأغاني الأخرى.

## الإصدارات
| سنة الإصدار | عنوان العمل                      | العلامة التجارية          | نوع العمل     |
| ----------- | -------------------------------- | ------------------------- | ------------- |
| 2005        | Les derniers seront les premiers | 361 Records               | ألبوم موسيقي  |
| 2007        | Mentalité pirate                 | Six-O-Nine                | ألبوم موسيقي  |
| 2010        | Effet miroir                     | Six-O-Nine                | ألبوم موسيقي  |
| 2011        | C'est correct                    | Six-O-Nine                | ألبوم موسيقي  |
| 2014        | Aigle royal                      | Monstre Marin Corporation | ألبوم موسيقي  |
| 2015        | Oriental Dream                   | Musicast                  | ألبوم موسيقي  |
| 2015        | Prémice                          | Six-O-Nine                | أسطوانة مطولة |
| 2016        | Banderas                         | Musicast                  | ألبوم موسيقي  |
| 2018        | International                    | OnlyPro / Universal       | ألبوم موسيقي  |
| 2021        | Moonlight                        | OnlyPro / Capital         | ألبوم موسيقي  |

## قائمة المراجع
1. ↑  "معلومات عن لالجيرينو على موقع songkick.com". songkick.com. مؤرشف من الأصل في 2019-12-13.
2. ↑  "معلومات عن لالجيرينو على موقع catalogue.bnf.fr". catalogue.bnf.fr. مؤرشف من الأصل في 2016-03-17.
3. ↑  "معلومات عن لالجيرينو على موقع discogs.com". discogs.com. مؤرشف من الأصل في 2016-01-09.
4. ↑  "L'Algerino". Deezer (بالإنجليزية الأمريكية). Archived from the original on 2025-05-05. Retrieved 2025-07-03.
5. ↑  "L'Algérino Albums and Discography". Genius. مؤرشف من الأصل في 2025-07-03. اطلع عليه بتاريخ 2025-07-03.

## وصلات خارجية
- لالجيرينو على موقع أول ميوزك (بالإنجليزية)
- لالجيرينو على موقع ديسكورز (بالإنجليزية)
- لالجيرينو على موقع جينيس (بالانجليزية)
- لالجيرينو على موقع مجموعة يونيفرسال الموسيقية (بالفرنسية)